# Hypericum linariifolium
El linillo de Badajoz o Hypericum linariifolium es una planta de la familia Hypericaceae.

## Descripción
Hypericum linariifolium Vahl, es una especie  erecta, extendida, glabra, perenne, de hasta 65 cm, de hojas distintivas estrechamente oblongas a lineales. Flores amarillas, hasta 2 cm de diámetro, con pétalos 2 o 4 veces más largos que los sépalos. Glándulas negras presentes en hojas, sépalos y pétalos. Cápsula aproximadamente el doble de largo que los sépalos. Florece a final de primavera y principio de verano. 

## Hábitat
Habita en lugares rocosos y en derrubios con influencia nitrófila.

## Distribución
En Gran Bretaña, Francia, España y Portugal.

## Taxonomía
Hypericum linariifolium fue descrita por  Martin Vahl    y publicado en Symbolae Botanicae, . . . 1: 65. 1790.
Citología
Número de cromosomas de Hypericum linariifolium (Fam. Guttiferae) y táxones infraespecíficos: 2n=16
Etimología
Hipérico: nombre genérico que deriva del griego hyperikon ("sobre las imágenes" o "por encima de una aparición"). Para algunos, el nombre hace referencia a la propiedad que se le atribuía de hacer huir a los malos espíritus y las apariciones; solían colgarse flores de esta planta sobre las imágenes religiosas el día de San Juan. Para otros, las glándulas de sus pétalos parecen formar imágenes (a este hecho se le dio mucha importancia en la Edad Media, ya que era utilizado en los exorcismos por sus virtudes cabalísticas). 
linariifolium: epíteto latino que significa "con hojas lineares".
Sinonimia
- Hypericum linearifolium Willd.[5]
- Hypericum nubigenum Lowe

## Nombres comunes
- Castellano: linillo de Badajoz (2), lino, pericón, pericón portugués.[6]